# فلورانس هرینگ
 فلورانس هرینگ (فرانسوی: Florence Haring‎؛ زاده ۲ اکتبر ۱۹۸۵) یک تنیس‌باز اهل فرانسه است.